# Embalse de Alsa-Aguayo
El embalse de Alsa Torina o Also-Aguayo se encuentra localizado en San Miguel de Aguayo, pertenece a la cuenca del Saja-Besaya, y represa las aguas del río Torina. La presa fue construida en el año 1920 y es de gravedad, proyectada por Presmanes y Elorza Fontana. Tiene una superficie de 183 ha, y una capacidad de 23 hm³.
En la década de 1980 se construyó una central hidroeléctrica de bombeo, para esto se creó a una cota superior el embalse de Mediajo. De esta manera, cuando en el sistema eléctrico nacional sobra energía eléctrica, la energía eléctrica excedente se gasta bombeando agua desde Alsa (inferior) hasta Mediajo (superior), y cuando en el sistema eléctrico se incrementa la demanda de energía eléctrica, se genera energía eléctrica turbinando las aguas desde Mediajo (superior) hasta Alsa (inferior). Mediajo supone así una especie de "batería" o reserva de energía que ayuda a regular el sistema, produciendo o almacenando energía hidroeléctrica renovable en función de la demanda. El proyecto fue de dos destacados ingenieros de caminos: Juan José Elorza González y Agustín Presmanes de la Vega Hazas.